# Уоткинс, Сьюзан
Сью́зан Уо́ткинс (в замужестве — Ка́рлсон, Джонс) (англ. Susan Watkins (Carlson, Jones), род. 1 ноября 1957) — австралийская хоккеистка (хоккей на траве), полевой игрок. Участница летних Олимпийских игр 1984 года.

## Биография
Сьюзан Уоткинс родилась 1 ноября 1957 года.
Играла в хоккей на траве за команды Южной Австралии.
В 1984 году вошла в состав женской сборной Австралии по хоккею на траве на летних Олимпийских играх в Лос-Анджелесе, занявшей 4-е место. Играла в поле, провела 5 матчей, забила 1 мяч в ворота сборной Канады.